# Wiener Blut (Falco-album)
A Wiener Blut az osztrák Falco ötödik albuma, amely 1988-ban jelent meg.

## Az album dalai
1. Wiener Blut
2. Falco Rides Again
3. Untouchable
4. Tricks
5. Garbo
6. Satellite to Satellite
7. Read a Book
8. Walls of Silence
9. Solid Booze
10. Sand Am Himalaya
11. Do It Again

## Külső hivatkozások
- Album információk a VH-1 honlapján Archiválva 2007. október 1-i dátummal a Wayback Machine-ben
- Album információk az All Media Guide honlapján
- A Wiener Blut dalszövegei